# Trachypithecus obscurus halonifer
O Trachypithecus obscurus halonifer é uma das 7 subespécies de Trachypithecus obscurus.

## Estado de conservação
Esta subespécie encontra-se na lista vermelha da IUCN como não ameaçada, pois embora a Ilha de Penang esteja susceptível à perda de habitat devido aos estabelecimentos turísticos, últimamente os desmatamentos têm sido mínimos.